# 谭春秋
谭春秋（1972年12月—），四川省达县人，中华人民共和国政治人物。

## 生平
1972年12月，谭春秋出生在四川省达县（今达州市达川区）。
1995年7月，谭春秋先后到乐山市五通桥区金山中学、中共乐山市五通桥区委组织部工作。1998年3月起，谭春秋先后出任中共乐山市五通桥区委组织部部务委员、干部科科长，区委组织部副部长、区直机关党工委书记，金山镇党委书记。2006年10月起先后出任夹江县人民政府副县长，县委常委、常务副县长，中共乐山市委副秘书长，中共峨眉山市委副书记。2016年7月起先后出任乐山市投资促进和外事侨务局党组书记、局长，乐山高新区党工委副书记、管委会主任。
2020年9月，谭春秋调任中共犍为县委书记。

### 落马
2025年1月，谭春秋涉嫌严重违纪违法，接受四川省纪委四川省监察委员会纪律审查和监察调查。